# Vzpomínky na Francii
Vzpomínky na Francii (v originále Souvenirs d'en France) je francouzský hraný film z roku 1975, který režíroval André Téchiné podle vlastního scénáře. Snímek měl světovou premiéru dne 3. září 1975.

## Děj
Ve 30. letech 20. století se pradlena Berthe provdá za nejstaršího syna buržoazní rodiny. Její nevlastní otec, španělský imigrant, který založil rodinný podnik, v ní vidí více než v jejích potomcích ženu schopnou udržovat rodinný podnik.

## Obsazení
| Jeanne Moreau       | Berthe           |
| Michel Auclair      | Hector           |
| Marie-France Pisier | Régina           |
| Claude Mann         | Prosper          |
| Orane Demazis       | Augustine starší |
| Aram Stephan        | Pédret starší    |
| Hélène Surgère      | Lucie            |
| Julien Guiomar      | Victor           |
| Michèle Moretti     | Pierrette        |
| Pierre Baillot      | Pierre           |
| Marc Chapiteau      | Pédret mladší    |
| Françoise Lebrun    | Augustine mladší |
| Jean Rougeul        | Valnoble         |
| Alan Scott          | Richard          |

## Ocenění
- César: nejlepší herečka ve vedlejší roli (Marie-France Pisier)